# گرگینه در شب
گرگینه در شب (به انگلیسی: Werewolf by Night) یک برنامه ویژه تلویزیونی آمریکایی است که توسط مایکل جاکینو برای سرویس استریم دیزنی پلاس کارگردانی شده و بر اساس مارول کامیکس ساخته شده‌است. این نخستین ویژهٔ تلویزیونی در دنیای سینمایی مارول که داستانش با فیلم‌های این فرنچایز مرتبط است. این ویژه برنامه توسط مارول استودیوز تولید شده‌است و داستان آن دربارهٔ گروهی مخفی از شکارچیان هیولا است که برای به‌دست آوردن اثر باستانی قدرتمند علیهٔ هیولایی خطرناک رقابت می‌کنند.
گائل گارسیا برنال در این ویژه برنامه به همراه لارا دانلی و هریت سنسوم هریس ایفای نقش می‌کند. توسعه این برنامه در اوت ۲۰۲۱ با بازیگری برنال در نوامبر آن سال آغاز شد. جیاکینو تا مارس ۲۰۲۲، قبل از شروع فیلمبرداری اواخر همان ماه در آتلانتا، جورجیا، به آن ملحق شد و در اواخر آوریل به پایان رسید. . این ویژه برنامه به‌طور رسمی در سپتامبر اعلام شد.
گرگینه در شب در ۷ اکتبر ۲۰۲۲ به عنوان بخشی از فاز چهارم دنیای سینمایی مارول منتشر شد. این ویژه برنامه نقدهای مثبتی از سوی منتقدان داشت و در زمینهٔ جلوه‌های بصری، فیلم‌برداری سیاه‌وسفید، نقش‌آفرینی‌ها، کارگردانی و داستان آن که به تفاوتش نسبت به آثار قبلی دنیای سینمایی مارول اشاره شد، مورد تحسین قرار گرفت.

## طرح داستان
گروهی مخفی از شکارچیان هیولا پس از مرگ رهبر خود در قلعهٔ بلادستون جمع می‌شوند و درگیر رقابتی مرموز و مرگبار برای یافتن یک اثر قدرتمند می‌شوند که آن‌ها را با هیولایی خطرناک روبرو می‌کند.

## بازیگران
- گائل گارسیا برنال در نقش جک راسل / وروولف بای نایت: مردی نفرین‌شده که در شب به یک گرگینه تبدیل می‌شود در حالی که عقل انسانی خود را حفظ می‌کند.[۲]
- لارا دانلی در نقش السا بلادستون: یک شکارچی هیولا.[۳]
- هریت سنسوم هریس در نقش وروسا: رهبر یک گروه مخفی از شکارچیان هیولا.[۴]

## انتشار
گرگینه در شب در ۷ اکتبر ۲۰۲۲، به عنوان بخشی از فاز چهارم دنیای سینمایی مارول در دیزنی پلاس منتشر شد.